# Составная руна

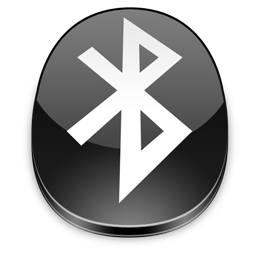
Составная руна в логотипе Bluetooth.

Составная руна — лигатура двух и более рун. Составные руны редко встречались в эпоху викингов, но часто применялись до и после неё. Иногда использовались в качестве подписи мастера рун на камне или для выделения имён.
Наиболее известный составной руной является современный логотип системы беспроводной передачи данных Bluetooth, где переплетены руны младшего футарка  (Хагалаз) и  (Беркана).

## Использование

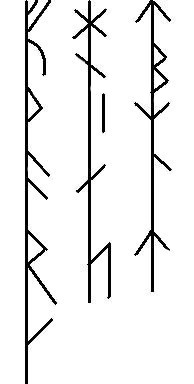
Вертикальные составные руны.

Составные руны могут получатся как путём наложения нескольких рун друг на друга, так и путём соединения их в одну линию. В последнем случае руна i опускалась.
Подобные руны использовались для украшения надписей на рунических камнях, выделение отдельных имен. Имена мастеров рун, использовавшиеся в качестве подписи, могли быть выполнены в виде орнамента из составной руны. Составные руны, нанесенные на амулет, были призваны оказывать магическое воздействие на их владельца.
В старшем футарке встречается, составные руны на основе Тейваз (Кюльверский камень (G 88) и Зеландский брактеат 2 (DR BR64)) и на основе Гебо (Крагехул I (DR 196 U)).

## Галерея

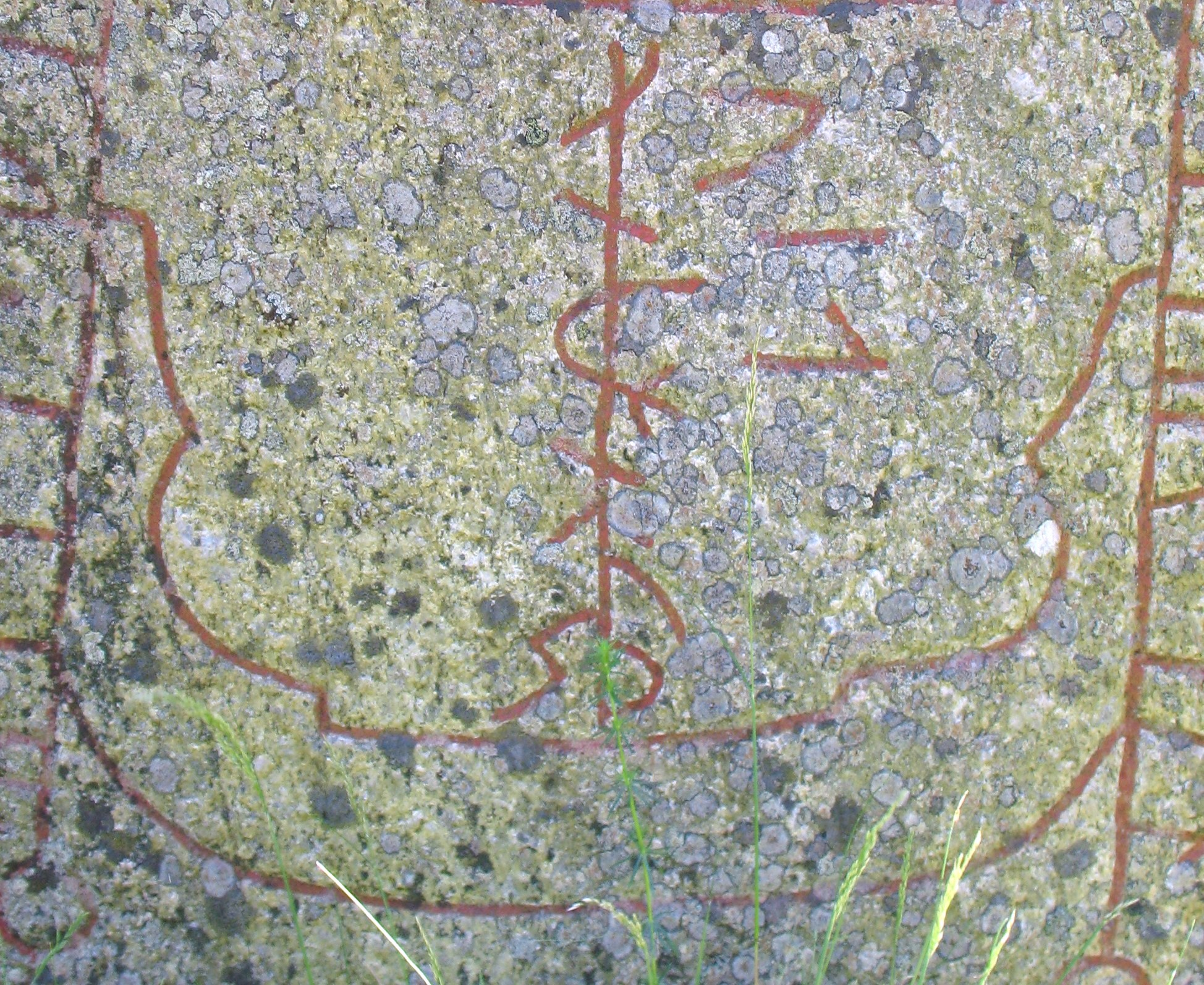
Составная руна в виде мачты лодки þ=r=u=t=a=R= =þ=i=a=k=n ("могучий тэн") на руническом камне Sö 158 из Эстерберга, Сёдерманланд.
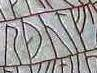
Составная руна из a и þ на Рёкском камне
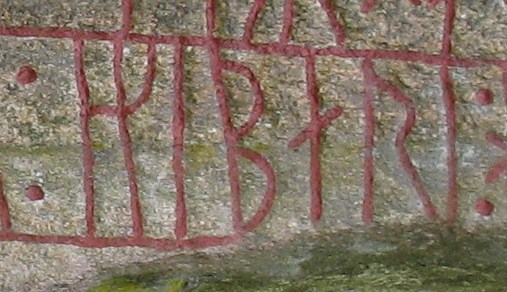
Составная руна из s и k в слове skipari ("моряк") on the Тюнском камне Sm 42.
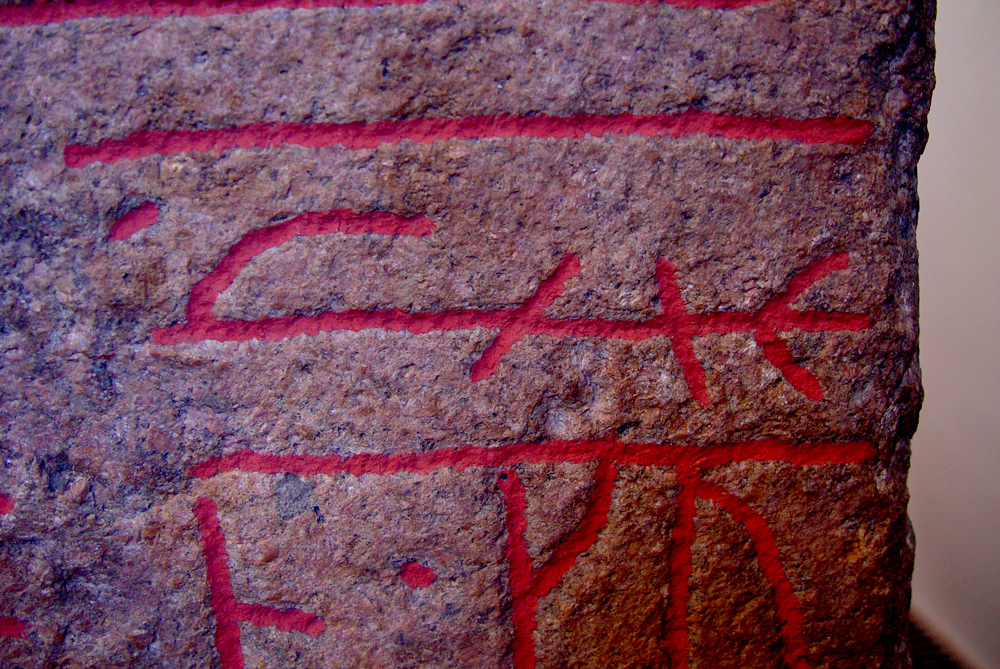
Составная руна на руническом камне из Сундер-Киркбю, Дания.